# Xã Ringgold, Quận Jefferson, Pennsylvania
Xã Ringgold (tiếng Anh: Ringgold Township) là một xã thuộc quận Jefferson, tiểu bang Pennsylvania, Hoa Kỳ. Năm 2010, dân số của xã này là 741 người.